# Lycaena charlottensis
Lycaena charlottensis är en fjärilsart som beskrevs av Holland 1931. Lycaena charlottensis ingår i släktet Lycaena och familjen juvelvingar. Inga underarter finns listade i Catalogue of Life.